# Wilhelm Kube
Wilhelm Richard Paul Kube (ur. 13 listopada 1887 w Głogowie, zm. 22 września 1943 w Mińsku) – polityk i publicysta niemiecki i hitlerowski, członek NSDAP, nadprezydent Berlina i Brandenburgii, gauleiter Marchii Wschodniej, Okręgu Kurmark oraz Okręgu Generalnego „Białoruś”.

## Młodość i początek kariery politycznej
Uczęszczał do szkoły podstawowej, a następnie gimnazjum humanistycznego w Berlinie. W latach 1908–1912 studiował historię i naukę o państwie na Uniwersytecie Berlińskim. Był wówczas współtwórcą Niemieckiego Narodowego Związku Studentów (1909), na czele którego stanął od 1911. Redagował też pismo dla studentów „Deutschvolkische Hochschullblatter”. W tym samym roku wstąpił do Niemieckiej Partii Socjalnej. W 1912 r. został redaktorem pisma „Mecklenburgische Warte” wydawanego w Wismarze. W 1913 r. przeniósł się do szeregów Niemieckiej Partii Konserwatywnej. Do 1919 pełnił funkcję jej sekretarza okręgowego we Wrocławiu (Breslau). Zarazem był redaktorem pisma „Schleschische Morgenzeitung” i współpracował z redakcją pisma „Schlesische Boten”. W 1917 został powołany do Landsturmu, ale po 3 tygodniach zwolniono go z powodu interwencji jego partii. Po klęsce Niemiec w I wojnie światowej ponownie zmienił barwy partyjne, współdziałając w tworzeniu w 1919 Niemieckiej Narodowej Partii Ludowej. Wkrótce został sekretarzem generalnym jej okręgowej organizacji na Śląsku (Schlesien), a w 1920 w Berlinie. Jednocześnie w latach 1922–1923 był radnym miejskim w stolicy Niemiec. W 1923 opuścił szeregi Niemieckiej Narodowej Partii Ludowej i wespół z członkami zdelegalizowanej NSDAP współtworzył Narodowo-Socjalistyczną Partię Wolności. Jako jej członek został wybrany w 1924 na posła do Reichstagu. Opowiadał się wówczas za zalegalizowaniem NSDAP. Od 1925 był też redaktorem pisma „Der Markische Adler”, na którego łamach rozpoczęto rozpowszechniać hasła głoszone przez NSDAP.

## Działalność w szeregach NSDAP
1 grudnia 1927 r. wstąpił do tej partii i już po kilku tygodniach w uznaniu zasług dla ruchu narodowosocjalistycznego Adolf Hitler mianował go gauleiterem Marchii Wschodniej (Ostmark). W wyniku jego aktywnej działalności politycznej liczba członków NSDAP w tym okręgu wzrosła do ok. 80 tys. w 1933 r. W maju 1928 wybrano go na posła krajowego do pruskiego Landtagu, w którym na polecenie A. Hitlera objął kierownictwo frakcji narodowosocjalistycznej, liczącej zaledwie 6 posłów. Przyczynił się do wzrostu znaczenia NSDAP w Prusach; jego bardzo dużym osiągnięciem było zwłaszcza doprowadzenie do zniesienia zakazu publicznych wystąpień A. Hitlera na obszarze Prus. Zyskał dzięki temu duży szacunek u przywódcy NSDAP. Po zwycięstwie wyborczym tej partii w 1933 r., został powołany 25 marca na urząd nadprezydenta Berlina i Brandenburgii, a 1 czerwca – gauleitera Okręgu Kurmark, utworzonego z dotychczasowych Okręgów Ostmark i Brandenburgia. W latach 1933–1936 ponownie zasiadał w Reichstagu. Jednocześnie pełnił funkcję pruskiego radcy państwowego, był członkiem Akademii Prawa Niemieckiego i rzeczoznawcą w zakresie wczesnej historii Niemiec. Zajmował się również działalnością publicystyczną i literacką. W kwietniu 1936 r. jego kariera polityczna i państwowa została zastopowana z powodu anonimowego listu, w którym oskarżył naczelnego sędziego NSDAP Waltera Bucha, który prowadził dochodzenie przeciwko Kubemu z powodu jego nadzwyczajnej korupcji, o prześladowanie Żydów, wskazując równocześnie na semickie pochodzenie jego żony.  Ponieważ ich zięciem był Martin Bormann, oskarżenia W. Kubego pośrednio godziły też w niego. Sprawą zajęło się Gestapo, ustalając W. Kubego jako autora listu. W rezultacie został on zmuszony do rezygnacji z zajmowanych stanowisk partyjnych i państwowych. Pozostał natomiast na polecenie A. Hitlera członkiem Reichstagu i NSDAP, zachował też symboliczny tytuł gauleitera.

## Gauleiter Okręgu Generalnego „Białoruś”

### Początkowy okres
Przez następne 5 lat znajdował się poza nawiasem działalności politycznej. Tę sytuację zmieniła dopiero agresja Niemiec na ZSRR w czerwcu 1941 A. Hitler początkowo zamierzał mianować W. Kubego gauleiterem Moskwy, ale wobec odepchnięcia wojsk niemieckich od sowieckiej stolicy, podjął decyzję o postawieniu go na czele Okręgu Generalnego „Białoruś” („Weißruthenien”). W przewidywaniu poważnych problemów na tym obszarze W. Kube otrzymał większe prerogatywy niż komisarze generalni w państwach bałtyckich, podobnie jak Białoruś, wchodzących w skład Komisariatu Rzeszy „Ostland”. Mocna pozycja osobista u A. Hitlera pozwoliła mu na własną interpretację interesów Rzeszy na Białorusi, co szybko doprowadziło do konfliktów z innymi hitlerowskimi dostojnikami. W. Kube podjął politykę pozyskiwania ludności białoruskiej, stawiając na rozwój nacjonalizmu białoruskiego jako najskuteczniejszej przeciwwagi dla wpływów sowieckich. Wychodził z założenia, że między sowiecką racją stanu a narodowym ruchem białoruskim istnieje naturalna sprzeczność, której ostatecznym celem będzie stworzenie własnej państwowości. Była to polityka odmienna od tej, jaką prowadził na Ukrainie gauleiter Erich Koch. 
W początkowym okresie swoich rządów W. Kube postanowił poświęcić najwięcej uwagi reaktywowaniu kultury białoruskiej. W tym celu 10 września 1941 wprowadził tymczasowe przepisy szkolne, które nakładały obowiązek nauki na wszystkie dzieci w wieku 7–14 lat, z wyjątkiem Żydów. Administracja terenowa została zobowiązana do uruchomienia sieci szkół podstawowych, z naciskiem w programie nauki na wychowanie w duchu hitlerowskim. Powstał generalny komisariat w Mińsku i komisariaty okręgowe, w ramach których tworzono białoruskie inspektoraty szkolne. W styczniu 1942 w Mińsku zaczął wychodzić periodyk „Białoruskaja Szkoła”, przeznaczony dla nauczycieli i uczniów. Kolejnym krokiem W. Kubego było ogłoszenie 22 września 1941 w Mińsku odezwy „Do mieszkańców Białorusi!”, w której zapowiadał odbudowę zniszczeń wojennych, dobrobyt i zapewnioną przyszłość narodu białoruskiego w ramach nowego ładu europejskiego z III Rzeszą na czele. Odezwa ta szła dalej niż stosowane w oficjalnej propagandzie slogany wyzwolenia od bolszewizmu, usiłując wskazać Białorusinom pozytywną perspektywę wynikającą z faktu okupacji niemieckiej. 
Deklaracje W. Kubego pozostawały jednak w sprzeczności z postępowaniem Wehrmachtu i SS, dokonujących morderstw, grabieży i dewastacji mienia. Przekreślało to widoki na skuteczną politykę pozyskania ludności białoruskiej oraz prowadziło do ostrych konfliktów z wojskowymi i policyjnymi strukturami. W. Kube starał się również ograniczyć rozmiary eksterminacji ludności żydowskiej, co wynikało nie tylko z pobudek natury głównie ekonomicznej, ale prawdopodobnie też osobistej. W rezultacie doprowadziło to do ostrego konfliktu z Reichsführerem Rzeszy Heinrichem Himmlerem. Do niepowodzenia pozyskania Białorusinów przyczyniło się też pozostawienie przez W. Kubego wielu Polaków w organach administracji terenowej, co wiązało się z brakiem odpowiednich kadr białoruskich. W. Kube zmuszony był więc lawirować pomiędzy deklaracjami białorutenizacyjnymi a istniejącymi realiami.

### Popieranie białoruskich dążeń narodowych
W tej sytuacji postanowił utworzyć centralny organ administracyjny na Białorusi; dodatkowo jego koncepcję wzmacniał brak wyraźnych przeciwwskazań ze strony Ministra Rzeszy do spraw Okupowanych Terytoriów Wschodnich Alfreda Rosenberga. Na początku września 1941 powołał tzw. Nebenbureau, które było lokalnym odpowiednikiem generalnego komisariatu i postawił na jego czele Radosława Ostrowskiego. W końcu października zdymisjonował go jednak z powodu oskarżeń o współpracę w okresie międzywojennym z komunistami i władzami polskimi, wysuniętymi przez Iwana Jermaczenkę, kierownika Białoruskiej Samopomocy Ludowej. 22 października W. Kube wydał wspólnie z I. Jermaczenką odezwę do ludności białoruskiej, ogłaszającą oficjalnie utworzenie Białoruskiej Samopomocy Ludowej, której celem miała być opieka nad ludnością w zakresie ochrony zdrowia i warunków bytowych. Na początku 1942 W. Kube zdecydowanie poparł reformę rolną na swoim obszarze, którą traktował jako ważny środek pozyskania i aktywizacji gospodarczej białoruskich chłopów. W rezultacie wiosną tego roku wszystkie kołchozy na wschodniej Białorusi zostały rozparcelowane, a ich ziemia i inwentarz przekazane w użytkowanie rodzinom chłopskim w ramach tzw. wiejskich spółdzielni rolnych. Były to kroki idące dalej niż postanowienia Berlina. Jednocześnie W. Kube rozpoczął białorutenizację życia kościelnego. Zmierzał do powołania Białoruskiego Autokefalicznego Narodowego Kościoła Prawosławnego i wyeliminowania w nim wszelkich wpływów rosyjskich. Zalegalizował działalność białoruskiego egzarchatu kościoła greckokatolickiego. Poparł też inicjatywy kół białoruskich stopniowej białorutenizacji kościoła rzymskokatolickiego. 
Duży problem dla W. Kubego sprawiał sprzeciw A. Rosenberga wobec powołania w Mińsku centralnego organu samorządu białoruskiego. Rozumiał on, że bez tego niemożliwe było dalsze prowadzenie jego ustępliwej polityki wobec Białorusinów, traktujących ten fakt jako wyraz ignorowania przez władze III Rzeszy sprawy białoruskiej państwowości. W. Kube usiłował złagodzić to przeświadczenie metodą własnych inicjatyw, zgodnie z otrzymanym uprawnieniem dostosowywania odgórnych wytycznych do realiów białoruskich, co w praktyce dawało mu dość znaczną swobodę postępowania. Wykorzystał to przy stworzeniu systemu tzw. administracji mieszanej, polegającej na łączeniu niemieckiego personelu kierowniczego i białoruskiego aparatu wykonawczego w ramach komisariatów okręgowych i komisariatu generalnego. 
Wobec coraz większego zagrożenia przez partyzantkę W. Kube zdecydował się w czerwcu 1942 zaktywizować białoruskich nacjonalistów. Opierając się na jedynej legalnej organizacji białoruskiej, tj. Białoruskiej Samopomocy Ludowej, 29 czerwca mianował jej szefa I. Jermaczenkę swoim doradcą i mężem zaufania „narodu białoruskiego” oraz zapowiedział powołanie 3 dalszych mężów zaufania w komisariacie generalnym i po jednym w każdym komisariacie okręgowym. Jednocześnie zapowiedział – prawdopodobnie bez zgody władz Rzeszy – utworzenie tzw. Wolnego Korpusu Białoruskiej Samoobrony, polecając działaczom Białoruskiej Samopomocy Ludowej przygotowanie odezwy wzywającej Białorusinów do ochotniczego zaciągu. W nowej sytuacji W. Kube zezwolił w lipcu 1942 r. na powołanie 12-osobowej Rady Głównej Białoruskiej Samopomocy Ludowej z I. Jermaczenką na czele, która składała się z kilku resortowych wydziałów. W każdym okręgu powstały ponadto rady okręgowe. W ten sposób był tworzony aparat administracyjny, który w przyszłości mógłby przejąć władzę z rąk Niemców. Towarzyszyły temu kolejne koncesje na rzecz Białorusinów, jak powołanie Białoruskiego Towarzystwa Naukowego, związków zawodowych, białoruskiego sądownictwa, Ligi Kobiet, czy zezwolenie na wywieszanie białoruskich flag i godła narodowego. W sierpniu zapowiedziano otwarcie białoruskich gimnazjów, przystąpiono też do rozmów w sprawie reaktywowania Uniwersytetu w Mińsku. We wrześniu ukazało się zarządzenie o zmianie nazewnictwa administracyjnego, zgodnie z którym dotychczasowe rejony uzyskiwały nazwę powiatów, a burmistrzowie – tytuł naczelników powiatu, gminy, miasta i wsi. Dużą uwagę zwracał W. Kube na rozpowszechnianie jego polityki w prasie białoruskiej i niemieckiej; zapraszał do Mińska licznych dziennikarzy z Rzeszy, inspirował odpowiednie korespondencje i wywiady. Pod koniec lipca W. Kube zezwolił na przeprowadzenie w stolicy Białorusi 4-dniowego zjazdu okręgowych i rejonowych kierowników Białoruskiej Samopomocy Ludowej. Postulował on zmianę statutu organizacji i przyznanie jej funkcji samorządowych. W tym samym czasie rozpoczęto przygotowania do utworzenia Korpusu Samoobrony Białoruskiej, białoruskiej formacji zbrojnej przeznaczonej do walki z coraz silniejszą partyzantką. Strona białoruska liczyła na rozwinięcie go w przyszłą narodową siłę zbrojną, ale szybko nastąpiła kontrakcja centralnych władz niemieckich, które znacznie przyhamowała nadzieje Białorusinów. Przeciwko temu zdecydowanie protestował W. Kube, ale przyniosło to bardzo skromne rezultaty. Berlin zgodził się na nie przekształcanie Korpusu w bataliony policyjne, ale utrzymanie go, aczkolwiek faktycznie podległego Niemcom.

### Konflikt z aparatem wojskowo-policyjnym
Od przełomu 1942/1943 na obszarze Okręgu Generalnego „Białoruś” coraz wyraźniej zaczęła wyodrębniać się dwuwładza: z jednej strony był cywilny aparat administracyjny na czele z Kubem, prowadzący silną politykę probiałoruską, a z drugiej – struktury policji i SS, które dążyły do zniszczenia ruchu partyzanckiego za wszelką cenę, używając bardzo brutalnych metod. Mnożyły się wzajemne oskarżenia obu administracji o nieudolne postępowanie. W styczniu 1943 pojawił się projekt zlikwidowania cywilnej administracji na Białorusi i podporządkowania tego obszaru wyłącznie władzom wojskowym. Kube przystąpił do energicznej obrony Okręgu Generalnego Białoruś. 3 lutego wysłał list do Alfreda Rosenberga, w którym zwracał uwagę na szereg ważnych czynników (ekonomicznych, politycznych, prestiżowych) przemawiających przeciwko temu pomysłowi. W rezultacie w połowie maja ostatecznie wycofano się z niego, co było dużym sukcesem Kubego i dowodziło jego ciągle silnej pozycji wśród najwyższych oficjeli hitlerowskich. Zdołał on także podważyć próbę Himmlera i szefa oddziałów przeciwpartyzanckich przy RFSS Ericha von dem Bacha-Zelewskiego ogłoszenia całego Ostlandu, w tym Białorusi, obszarem wojny partyzanckiej. W tej sytuacji Erich von dem Bach-Zelewski zajmowałby nadrzędną pozycję w stosunku do Kubego. 
Jednocześnie podjęte zostały działania zmierzające do politycznej dyskredytacji W. Kubego jako promotora sprzecznych z interesem Rzeszy białoruskich tendencji nacjonalistycznych. Wyższy Dowódca SS i Policji w Okręgu Generalnym Białoruś Kurt von Gottberg zaatakował na początku 1943 działalność firmowanej przez W. Kubego Białoruskiej Samopomocy Ludowej i jej przywódcy I. Jermaczenki. Na jego polecenie SD w Mińsku podjęło akcję rozpracowującą przeciwko niemu, ale rozbiło się to o zdecydowaną obronę I. Jermaczenki przez W. Kubego, który tym samym bronił podstaw swojej polityki i osobistej pozycji. W tej sytuacji sprawę przejął Główny Urząd Bezpieczeństwa Rzeszy, doprowadzając ostatecznie w kwietniu do dymisji I. Jermaczenki. Ponadto rozwiązaniu uległa Białoruska Samopomoc Ludowa wraz z Wolnym Korpusem Samoobrony. Tak więc W. Kube, ratując I. Jermaczenkę, obronił równocześnie swoją pozycję, ale z drugiej strony zapłacił za to zniszczeniem całego mechanizmu swojego działania politycznego, który tworzył konsekwentnie od września 1941.

### Kontynuowanie kursu probiałoruskiego
Pomimo tego nie stracił jeszcze nadziei na kontynuowanie swojej linii politycznej. Zaczął przedstawiać pogląd o nordyckim charakterze narodu białoruskiego. Wobec teorii H. Himmlera o niższości rasowej Słowian zamierzał w ten sposób przekonać centralne władze zarówno do teoretycznego uzasadnienia swojej polityki, jak też zmiany traktowania Białorusinów przez hitlerowskich dogmatyków. Pomimo trudności wynikających z rozwoju partyzantki i zastrzeżeń centralnych władz do założeń swojej polityki, w I połowie 1943 przeforsował szereg projektów, ciągle licząc na pozyskanie społeczeństwa białoruskiego. W marcu wydał rozporządzenie o komasacji gruntów, podzielonych wcześniej w wyniku reformy rolnej, co miało na celu stworzenie wydajnych ekonomicznie gospodarstw rolnych. Jednocześnie opracował i przedłożył A. Rosenbergowi projekt prywatyzacji ziemi we wschodniej części Białorusi, z czym łączył się też zamiar tworzenia wsi obronnych. W rezultacie A. Rosenberg wydał 3 czerwca 1943 dekret dotyczący prywatyzacji ziemi na wschodzie. Wcześniej doszło w Mohylewie do otwarcia Instytutu Medycznego, na czele którego stanął Białorusin prof. Mikołaj Stepanow. 22 czerwca – pod wpływem usilnych starań W. Kubego – zainicjował swoją działalność w Mińsku Związek Młodzieży Białoruskiej, którego działalność we wrześniu rozciągnięto na wschodnią Białoruś. Stał się on jedynym w pełni usankcjonowanym przez Berlin organem umożliwiającym prowadzenie szerokiej działalności wychowawczej w białoruskim duchu narodowym. Część działaczy białoruskich uznało jego utworzenie za największy sukces W. Kubego. 27 czerwca powstało Białoruskie Towarzystwo Naukowe w Mińsku. 
Jednocześnie W. Kube nadal dążył do powołania centralnego białoruskiego organu samorządowego, chociaż trudności były coraz większe. Pomimo tego 27 czerwca powołał w Mińsku Białoruską Radę Zaufania, unikając jednak tym razem metody faktów dokonanych. Uzyskał wcześniej zgodę nie tylko Głównego Komisarza w Generalnym Komisariacie Rzeszy „Ostland” Hinricha Lohsego, ale przede wszystkim A. Rosenberga. W. Kube ponownie podjął próbę sił z aparatem SS i policji reprezentowanej przez Franza Starka. Nie mając możliwości wydawania rozkazów władzom policyjnym, skierował poufny okólnik do komisarzy okręgowych, w którym zażądał podawania mu szczegółowych danych o działalności pacyfikacyjnej policji i SS. 24 marca wysłał A. Rosenbergowi raport komisarza Okręgu Mińskiego opisujący zbrodnicze skutki przeprowadzonej akcji pacyfikacyjnej w tym Okręgu. Raport ten zapoczątkował serię dalszych oskarżeń SS o zbrodnicze postępowanie w stosunku do ludności białoruskiej przedstawianych nadrzędnym władzom. W sierpniu 1943 r. Kube wysłał Lohsemu podsumowujący raport opisujący różne metody wykonywania okupacji przez administrację cywilną i wojskowo-policyjną oraz ich konflikt, który w tym czasie wkroczył w najostrzejszą fazę. Główny Urząd SS podjął zabiegi, aby zmusić Kubego do wycofania się z jego opinii. Tymczasem 22 czerwca w mińskim teatrze miejskim doszło do nieudanego zamachu bombowego na Kubego. Koła policyjne podjęły wówczas nowy atak na niego, zmierzając do usunięcia go z zajmowanego stanowiska. W czerwcu SD rozpoczęło penetrowanie generalnego komisariatu i rozpracowywanie Kubego. 25 lipca SD przedstawiła raport w jego sprawie, w którym przedstawiła dowody wrogości do SS, oskarżała go o całkowitą niezdolność w dziedzinie administracji i zarządzania oraz krytykowała jego politykę białoruską. Ponadto oskarżono go też o bycie przeciwnikiem eksterminacji Żydów. W rezultacie Alfred Rosenberg wysłał do Mińska swojego przedstawiciela, który udzielił Kubemu poważnego ostrzeżenia.

### Zamach
Dalsza jego działalność została jednak gwałtownie przerwana kolejnym zamachem bombowym na jego życie w nocy z 21 na 22 września, w wyniku którego zginął. Do zbadania okoliczności zamachu została powołana Wielka Komisja Specjalna, składająca się wyłącznie z wyższych oficerów SS, która ustaliła, że zamach przeprowadziły 2 kobiety Białorusinki: Helena Mazanik, sprzątaczka, która pod łóżkiem W. Kubego zainstalowała minę i Maria Osipowa, która przekazała jej minę, a była związana z partyzantami. Obie kobiety zdołały uciec do partyzantów, a następnie zostały przewiezione samolotem do Moskwy. Istnieje jednak przypuszczenie, że Białorusinki zostały wykorzystane przez SS do pozbycia się W. Kubego. Zdaniem Tymoteusza Pawłowskiego, zamach przeprowadził komunistyczny ruch oporu, ale za wiedzą niemieckich służb bezpieczeństwa. Jego ciało odtransportowano do Berlina i tam z honorami pochowano. Adolf Hitler nakazał złożenie na jego grobie wieńca w jego imieniu, natomiast Himmler oświadczył, że ta śmierć uchroniła Kubego od zesłania do obozu koncentracyjnego.

## Podsumowanie
Ocena działalności Wilhelma Kubego jako gauleitera Okręgu Generalnego „Białoruś” jest niejednoznaczna. Był on najwyższym przedstawicielem hitlerowskiego reżimu okupacyjnego na Białorusi, którego zbrodniczy charakter jest bezdyskusyjny. Zgodnie z dekretem Hitlera z 17 lipca 1941 formalnie był mu podporządkowany wyższy dowódca SS i policji w Mińsku, który był odpowiedzialny za wszelkie zbrodnicze pacyfikacje i akcje policyjne. Jednakże na mocy tego dekretu jedynie Reichsfuhrer SS był upoważniony do wydawania poleceń dowódcom SS i policji, co wykluczało wpływ administracji cywilnej na tę działalność. Z drugiej strony Kube doceniał i konsekwentnie popierał białoruski ruch narodowy jako realną przeciwwagę dla wpływów sowieckich partyzantów. W perspektywie było to nawet związane z utworzeniem odrębnego państwa białoruskiego pod protektoratem Rzeszy. 